# James W. Gidley
James Williams Gidley (n. 7 de enero de 1866 - f. 26 de septiembre de 1931) fue un paleontólogo estadounidense y curador del museo.

## Biografía

### Vida
Gidley nació en 1866, en Springwater, Iowa . Comenzó a recolectar fósiles durante la infancia. Asistió a la Universidad de Princeton en Princeton, Nueva Jersey, y recibió una Licenciatura en Ciencias grado en 1898 y una Maestría en Ciencias grado en 1901. Posteriormente asistió a la Universidad George Washington y obtuvo un doctorado en 1922.

### Carrera
Mientras continuaba con su educación formal, Gidley se convirtió en Asistente en Paleontología de Vertebrados en el Museo Americano de Historia Natural, en 1892. Permaneció en este trabajo hasta 1905, después de lo cual se unió al Instituto Smithsoniano los Estados Unidos como Preparador en la Sección de Fósiles de Vertebrados. En 1908, después del desarrollo de la División de Paleontología de Vertebrados, se convirtió en el Custodio de Mamíferos Fósiles. Cuatro años después, en 1912, se convirtió en curador asistente en la Instituto Smithsoniano, cargo que ocupó hasta su muerte.
Gidley estudió varios mamíferos fósiles a lo largo de su carrera, incluidos roedores y caballos prehistóricos. Describió la especie Equus scotti de Texas en 1899 y el género de caballos de tres dedos Neohipparion de Nebraska en 1902. Fue autor de la especie Canis armbrusteri en 1913. Comenzó a buscar restos de humanos del Pleistoceno en Florida en la década de 1920.